# 이베리아 스타
이베리아 스타(იბერია სტარი)는 트빌리시를 연고로 하는 조지아의 풋살 선수단이다.

## 우승 기록
- 리그
  - 우승 (10): 2003-04, 2004-05, 2005-06, 2006-07, 2007-08, 2008-09, 2009-10, 2010-11, 2011-12, 2012-13

- 국내컵
  - 우승 (4): 2004, 2005, 2006, 2010

## 같이 보기
- 조지아 풋살 리그